# Aigremont (Gard)
Aigremont (okzitanisch: Aigramont) ist eine französische Gemeinde mit 777 Einwohnern (Stand: 1. Januar 2022) im Département Gard in der Region Okzitanien. Sie gehört zum Arrondissement Le Vigan und zum Kanton Quissac. Die Einwohner werden Aigremontois genannt.

## Geografie
Aigremont liegt etwa 17 Kilometer südsüdöstlich von Alès und etwa 24 Kilometer nordwestlich von Nîmes. Im Südosten verläuft das Flüsschen Courme. Die Nachbargemeinden von Aigremont sind Lédignan im Norden, Saint-Bénézet im Nordosten, Domessargues im Nordosten und Osten, Mauressargues im Osten, Montagnac im Südosten, Moulézan im Süden, Saint-Théodorit im Südwesten, Savignargues im Westen sowie Saint-Jean-de-Serres im Nordwesten.

## Bevölkerungsentwicklung

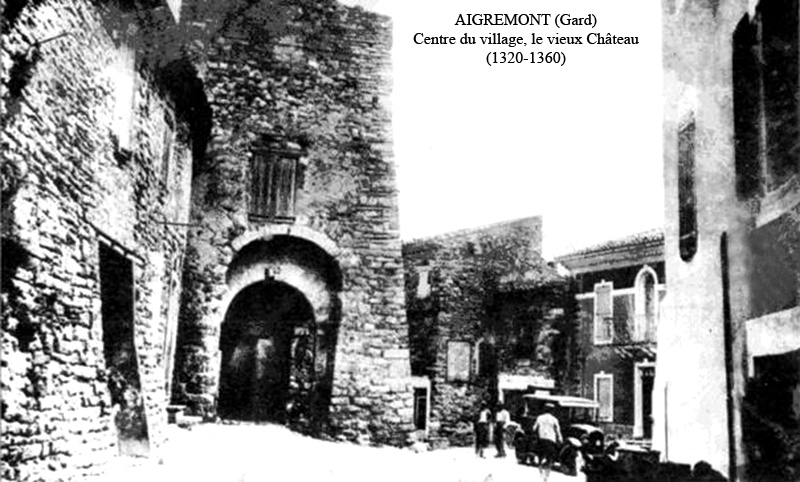
Alte Postkarte des Schlosses Aigremont (um 1900)

| Jahr                       | 1962 | 1968 | 1975 | 1982 | 1990 | 1999 | 2006 | 2020 |
| -------------------------- | ---- | ---- | ---- | ---- | ---- | ---- | ---- | ---- |
| Einwohner                  | 274  | 256  | 241  | 243  | 313  | 449  | 638  | 770  |
| Quellen: Cassini und INSEE |      |      |      |      |      |      |      |      |